# Axel Paulsen
Axel Rudolf Paulsen (18. července 1855 Aker – 9. února 1938 Nesodden) byl norský rychlobruslař a krasobruslař.
Bruslit začal v dětském věku a od 70. let 19. století se účastnil závodů v rychlobruslení i krasobruslení. Roku 1882 poprvé předvedl nový krasobruslařský skok s jednou a půl otočkou, který byl posléze po něm pojmenován jako Axel-Paulsenův skok (či zkráceně Axel). V 80. letech 19. století patřil mezi nejlepší rychlobruslaře světa a držel neoficiální titul amatérského mistra světa v tomto sportu. Vytvořil pět rychlobruslařských světových rekordů a vynalezl nový druh rychlobruslařských bruslí. Po smrti svého otce v roce 1887 převzal vedení rodinné kavárny v Oslu a sportu zanechal. V roce 1976 byl posmrtně uveden do krasobruslařské Síně slávy.